# Энергетика Кемеровской области
Энергетика Кемеровской области — сектор экономики региона, обеспечивающий производство, транспортировку и сбыт электрической и тепловой энергии. По состоянию на конец 2018 года, на территории Кемеровской области эксплуатировались 13 тепловых электростанций общей мощностью 5516,3 МВт. В 2018 году они произвели 22 680 млн кВт·ч электроэнергии.

## История
Первая относительно крупная электростанция на территории современной Кемеровской области, Анжерская ЦЭС, была введена в эксплуатацию в 1905 году при мощности 331 кВт. Станция неоднократно модернизировалась и под названием Анжеро-Судженская ТЭЦ работает и в настоящее время.
По плану ГОЭЛРО в Кемеровской области было построено сразу несколько электростанций. Первой из них стала ТЭЦ Кемеровского химического завода, введённая в эксплуатацию в 1924 году. В 1927 году была расширена Анжерская ЦЭС. В 1925 году в селе Горскино была построена 
сельская гидроэлектростанция, проработавшая до 1951 года. В 1932 году была пущена ТЭЦ Кузнецкого металлургического комбината (ныне Центральная ТЭЦ) — первая районная электростанция региона. В 1934 году был пущен первый турбоагрегат мощностью 34 МВт на Кемеровской ГРЭС, в 1939 году заработала Кемеровская ТЭЦ.
В 1943 году было создано районное энергетическое управление «Кемеровоэнерго» (в 1954 году переименовано в переименовано в «Кузбассэнерго»). В 1944 году была введена в эксплуатацию Кузнецкая ТЭЦ. Всего за годы Великой Отечественной войны мощность электростанций в Кемеровской области возросла в 1,6 раза, а производство электроэнергии — в 2 раза. В послевоенные годы энергетика региона продолжила интенсивное развитие. В 1951 году была пущена Южно-Кузбасская ГРЭС — первая электростанция в Сибири с высокими параметрами пара (90 Кгс/см²; 510°С), в 1956 году станция вышла на проектную мощность 500 МВт. В 1955 году заработала Ново-Кемеровская ТЭЦ. В 1958 году был пущен первый энергоблок Томь-Усинской ГРЭС, в 1965 году она вышла на проектную мощность 1300 МВт, на тот момент она стала самой мощной тепловой электростанцией Сибири. Также Томь-Усинская ГРЭС стала первой в Сибири блочной электростанцией.
В 1963 году был пущен первый турбоагрегат мощностью 60 МВт Западно-Сибирской ТЭЦ. В 1964 году была введена в эксплуатацию Беловская ГРЭС — вторая по мощности электростанция региона, в 1968 году она вышла на проектную мощность 1200 МВт. В 1975 году было начато строительство Крапивинской ГЭС мощностью 300 МВт на р. Томь, которое было остановлено в 1989 году при готовности около 60 %.
В 2014 году введена в эксплуатацию Новокузнецкая ГТЭС — первая и единственная газотурбинная электростанция региона, основной функцией которой является создание высокоманевренного резерва мощности. В 2016 году заработала КЭС ПАО «Кокс», работающая на коксовом газе — самая новая электростанция Кемеровской области.

## Генерация электроэнергии
По состоянию на конец 2018 года, на территории Кемеровской области эксплуатировались 13 тепловых электростанций общей мощностью 5516,3 МВт — Томь-Усинская ГРЭС, Беловская ГРЭС, Кемеровская ГРЭС, Южно-Кузбасская ГРЭС, Кемеровская ТЭЦ, Ново-Кемеровская ТЭЦ, Кузнецкая ТЭЦ, Западно-Сибирская ТЭЦ, Новокузнецкая ГТЭС, Центральная ТЭЦ, ТЭЦ Юргинского машзавода, КЭС ПАО «Кокс», Анжеро-Судженская ТЭЦ.

### Томь-Усинская ГРЭС
Расположена в г. Мыски, крупнейшая электростанция Кемеровской области. Помимо выработки электроэнергии, обеспечивает теплоснабжение города. Блочная паротурбинная теплоэлектростанция, в качестве топлива использует каменный уголь. Турбоагрегаты станции введены в эксплуатацию в 1958—2014 годах. Установленная электрическая мощность станции — 1345,4 МВт, тепловая мощность — 194 Гкал/час. Фактическая выработка электроэнергии в 2018 году — 6485 млн кВт·ч. Оборудование станции включает в себя девять турбоагрегатов: три мощностью по 100 МВт, один — 121,4 МВт, один — 124 МВт и четыре — по 200 МВт. Также имеется 14 котлоагрегатов. Принадлежит АО «Кузбассэнерго» (входит в группу «Сибирская генерирующая компания»).

### Беловская ГРЭС
Расположена в п. Инской Беловского городского округа, вторая по мощности электростанция Кемеровской области. Помимо выработки электроэнергии, обеспечивает теплоснабжение города. Блочная паротурбинная теплоэлектростанция, в качестве топлива использует каменный уголь. Турбоагрегаты станции введены в эксплуатацию в 1964—2014 годах. Установленная электрическая мощность станции — 1260 МВт, тепловая мощность — 229 Гкал/час. Фактическая выработка электроэнергии в 2018 году — 6498 млн кВт·ч. Оборудование станции включает в себя шесть турбоагрегатов: четыре мощностью по 200 МВт, два — по 230 МВт. Также имеется 6 котлоагрегатов. Принадлежит АО «Кузбассэнерго» (входит в группу «Сибирская генерирующая компания»).

### Ново-Кемеровская ТЭЦ
Расположена в г. Кемерово, один из основных источников теплоснабжения города. Паротурбинная теплоэлектроцентраль, в качестве топлива использует каменный уголь. Турбоагрегаты станции введены в эксплуатацию в 1967—2009 годах, при этом сама станция пущена в 1955 году. Установленная электрическая мощность станции — 580 МВт, тепловая мощность — 1449 Гкал/час. Фактическая выработка электроэнергии в 2018 году — 1878 млн кВт·ч. Оборудование станции включает в себя восемь турбоагрегатов: пять мощностью по 50 МВт, один — 80 МВт, один — 115 МВт и один — 135 МВт. Также имеется 9 котлоагрегатов. Принадлежит АО «Ново-Кемеровская ТЭЦ» (входит в группу «Сибирская генерирующая компания»)

### Южно-Кузбасская ГРЭС
Расположена в г. Калтан, помимо выработки электроэнергии обеспечивает теплоснабжение города. Паротурбинная электростанция, в качестве топлива использует каменный уголь и мазут. Турбоагрегаты станции введены в эксплуатацию в 1951—2003 годах, при этом сама станция пущена в 1944 году. Установленная электрическая мощность станции — 554 МВт, тепловая мощность — 581 Гкал/час. Фактическая выработка электроэнергии в 2018 году — 1693 млн кВт·ч. Оборудование станции включает в себя восемь турбоагрегатов: пять мощностью по 53 МВт, два — по 88 МВт и один — 113 МВт. Также имеется 11 котлоагрегатов. Принадлежит ПАО «Южно-Кузбасская ГРЭС» (входит в группу Мечел).

### Кемеровская ГРЭС
Расположена в г. Кемерово, один из основных источников теплоснабжения города. Паротурбинная теплоэлектроцентраль, в качестве топлива использует каменный уголь. Турбоагрегаты станции введены в эксплуатацию в 1973—2001 годах, при этом сама станция пущена в 1934 году, являясь одной из старейших ныне действующих электростанций региона. Установленная электрическая мощность станции — 485 МВт, тепловая мощность — 1540 Гкал/час. Фактическая выработка электроэнергии в 2018 году — 1684 млн кВт·ч. Оборудование станции включает в себя девять турбоагрегатов: два мощностью по 10 МВт, один — 30 МВт, три — 35 МВт и три — 110 МВт. Также имеется 13 котлоагрегатов. Принадлежит АО «Кемеровская генерация» (входит в группу «Сибирская генерирующая компания»).

### Кемеровская ТЭЦ
Расположена в г. Кемерово, один из основных источников теплоснабжения города. Паротурбинная теплоэлектроцентраль, в качестве топлива использует каменный уголь. Турбоагрегаты станции введены в эксплуатацию в 1994—2004 годах, при этом сама станция пущена в 1939 году, являясь одной из старейших ныне действующей электростанцией региона. Установленная электрическая мощность станции — 80 МВт, тепловая мощность — 749 Гкал/час. Фактическая выработка электроэнергии в 2018 году — 184 млн кВт·ч. Оборудование станции включает в себя четыре турбоагрегата: два мощностью по 10 МВт и два — по 30 МВт. Также имеется 8 котлоагрегатов. Принадлежит АО «Кемеровская генерация» (входит в группу «Сибирская генерирующая компания»).

### Кузнецкая ТЭЦ
Расположена в г. Новокузнецке, в Кузнецком районе, один из основных источников теплоснабжения города. Паротурбинная теплоэлектроцентраль, в качестве топлива использует каменный уголь. Турбоагрегаты станции введены в эксплуатацию в 1954—2008 годах, при этом сама станция пущена в 1944 году, являясь одной из старейших ныне действующей электростанцией региона. Установленная электрическая мощность станции — 108 МВт, тепловая мощность — 890 Гкал/час. Фактическая выработка электроэнергии в 2018 году — 573 млн кВт·ч. Оборудование станции включает в себя семь турбоагрегатов: один мощностью 10 МВт, четыре — по 12 МВт, один — 20 МВт и один — 30 МВт. Также имеется 8 котлоагрегатов, два паровых и два водогрейных котла. Принадлежит АО «Кузнецкая ТЭЦ» (входит в группу «Сибирская генерирующая компания»)..

### Новокузнецкая ГТЭС
Расположена в г. Новокузнецке, на площадке Кузнецкой ТЭЦ. Газотурбинная электростанция, в качестве топлива использует природный газ. Предназначена для покрытия пиковых нагрузок энергосистемы, большую часть времени находится в резерве. Турбоагрегаты станции введены в эксплуатацию в 2014 году. Установленная электрическая мощность станции — 297,44 МВт. Фактическая выработка электроэнергии в 2018 году — 4 млн кВт·ч. Оборудование станции включает в себя две газотурбинные установки мощностью по 148,72 МВт. Принадлежит АО «Кузбассэнерго» (входит в группу «Сибирская генерирующая компания»).

### Западно-Сибирская ТЭЦ
Расположена в г. Новокузнецке, на территории Западно-Сибирского металлургического комбината. Обеспечивает энергоснабжение комбината, а также других промышленных и бытовых потребителей, также является одним из основных источников теплоснабжения города. Паротурбинная теплоэлектроцентраль, в качестве топлива использует каменный уголь, коксовый и доменный газ. Турбоагрегаты станции введены в эксплуатацию в 1963—1996 годах. Установленная электрическая мощность станции — 600 МВт, тепловая мощность — 1308 Гкал/час. Фактическая выработка электроэнергии в 2018 году — 3205 млн кВт·ч. Оборудование станции включает в себя семь турбоагрегатов: один мощностью 50 МВт, два — по 60 МВт, один — 100 МВт и три — 110 МВт. Также имеется 11 котлоагрегатов. Принадлежит АО «ЕВРАЗ ЗСМК» (входит в группу Евраз).

### Центральная ТЭЦ
Бывшая ТЭЦ Новокузнецкого металлургического комбината. Расположена в г. Новокузнецке, является одним из основных источников теплоснабжения города. Паротурбинная теплоэлектроцентраль, в качестве топлива использует каменный уголь. Одна из старейших ныне действующих электростанций региона, турбоагрегаты станции введены в эксплуатацию в 1932—2011 годах. Установленная электрическая мощность станции — 100 МВт, тепловая мощность — 1339 Гкал/час. Фактическая выработка электроэнергии в 2018 году — 1215 млн кВт·ч. Оборудование станции включает в себя семь турбоагрегатов: один мощностью 3 МВт, один — 7 МВт, один — 15 МВт, один — 16 МВт, один — 29 МВт, один — 30 МВт. Также имеется 8 котлоагрегатов и 4 водогрейных котла. Принадлежит ООО «Стройтехпроект».

### ТЭЦ Юргинского машзавода
Расположена в г. Юрга, обеспечивает энергоснабжение Юргинского машиностроительного завода (блок-станция), а также теплоснабжение города. Паротурбинная теплоэлектроцентраль, в качестве топлива использует каменный уголь. Турбоагрегаты станции введены в эксплуатацию в 1953—1972 годах. Установленная электрическая мощность станции — 85 МВт, тепловая мощность — 614 Гкал/час. Фактическая выработка электроэнергии в 2018 году — 83 млн кВт·ч. Оборудование станции включает в себя два турбоагрегата, один мощностью 25 МВт и один — 60 МВт. Также имеется четыре котлоагрегата и два водогрейных котла. Принадлежит ООО «Юргинский машзавод».

### КЭС ПАО «Кокс»
Расположена в г. Кемерово на площадке коксохимического завода, основной функцией станции является обеспечение завода электроэнергией (блок-станция). Конденсационная паротурбинная теплоэлектростанция, в качестве топлива использует коксовый газ. Самая новая электростанция Кемеровской области — турбоагрегаты станции введены в эксплуатацию в 2016—2019 годах. Установленная электрическая мощность станции — 24 МВт, фактическая выработка электроэнергии в 2018 году — 108 млн кВт·ч. Оборудование станции включает в себя три турбоагрегата, два мощностью по 6 МВт и один — 12 МВт. Принадлежит ПАО «Кокс» (входит в состав Промышленно-металлургического холдинга).

### Анжеро-Судженская ТЭЦ
Она же Анжерская ТЭЦ. Расположена в г. Анжеро-Судженске, основной функцией станции является обеспечение теплоснабжения города, с попутной выработкой электроэнергии. Паротурбинная теплоэлектроцентраль (фактически — водогрейная котельная), в качестве топлива использует каменный уголь. Старейшая ныне действующая электростанция региона — введена в эксплуатацию в 1905 году. Эксплуатируемые в настоящее время турбоагрегаты станции введены в эксплуатацию в 2003—2005 годах. Установленная электрическая мощность станции — 9,5 МВт, тепловая мощность — 170 Гкал/час. Фактическая выработка электроэнергии в 2018 году — 35 млн кВт·ч. Оборудование станции включает в себя два турбоагрегата, один мощностью 3,5 МВт и один — 6 МВт. Принадлежит АО «Каскад-Энерго».

## Потребление электроэнергии
Потребление электроэнергии в Кемеровской области в 2018 году составило 32 009 млн кВт·ч, максимум нагрузки — 4554 МВт. Таким образом, Кемеровская область является энергодефицитным регионом по электроэнергии и энергоизбыточным по мощности, дефицит восполняется перетоками из смежных энергосистем Хакасии, Красноярского и Алтайского края, Томской и Новосибирской областей. В структуре потребления электроэнергии в регионе по состоянию на 2017 год лидирует промышленность (включая добычу полезных ископаемых — 70,9 %, доля населения составляет 10,1 %.
Крупнейшие потребители электроэнергии в регионе по состоянию на 2018 год — АО «ЕВРАЗ ЗСМК» — 3535 млн кВт·ч, АО «РУСАЛ Новокузнецк» — 3471 млн кВт·ч, АО «Кузнецкие Ферросплавы» — 3078 млн кВт·ч. Функции гарантирующего поставщика электроэнергии выполняет ПАО «Кузбассэнергосбыт».

## Электросетевой комплекс
Энергосистема Кемеровской области входит в ЕЭС России, являясь частью Объединённой энергосистемы Сибири, находится в операционной зоне филиала АО «СО ЕЭС» — «Региональное диспетчерское управление энергосистем Кемеровской и Томской областей» (Кемеровское РДУ). Энергосистема региона связана с энергосистемами Алтайского края по одной ВЛ 500 кВ, двум ВЛ 220 кВ и одной ВЛ 110 кВ, Новосибирской области по одной ВЛ 500 кВ, двум ВЛ 220 кВ и четырём ВЛ 110 кВ, Томской области по одной ВЛ 500 кВ, двум ВЛ 220 кВ и одной ВЛ 110 кВ, Красноярского края по двум ВЛ 500 кВ и двум ВЛ 110 кВ, Хакасии по двум ВЛ 500 кВ и одной ВЛ 220 кВ.
Общая протяженность линий электропередачи напряжением 35-500 кВ составляет 14 500 км, в том числе линий электропередач напряжением 500 кВ — 2039,7 км, 220 кВ — 1917,7 км, 110 кВ — 5887,6 км, 35 кВ — 4654,7 км. Магистральные линии электропередачи напряжением 220—500 кВ эксплуатируются филиалом ПАО «ФСК ЕЭС» — «Кузбасское предприятие магистральных электрических сетей», распределительные сети напряжением 110 кВ и ниже — филиалом ПАО «МРСК Сибири» — «Кузбассэнерго-РЭС» (в основном), а также несколькими территориальными сетевыми организациями.